# J.J. Henry
Ronald Henry III is een golfprofessional uit de Verenigde Staten. Hij speelt op de Amerikaanse PGA Tour en heeft daar twee overwinningen behaald. Hij wordt JJ genoemd.
Henry studeerde aan de Texan Christian University en speelde collegegolf voor de TCU Horned Frogs.

## Gewonnen
- 1994: Connecticut State Amateur
- 1995: Connecticut State Amateur
- 1998: New England Amateur, Connecticut State Amateur

## Professional
Henry werd eind 1998 professional en speelde in 1999 en 2000 enkele jaren op de Nationwide Tour. In 2011 begon hij op de PGA Tour. Hij was in 2006 de eerste speler uit Connecticut die ooit een toernooi op de PGA Tour won. Later dat jaar maakte hij deel uit van het World Cup-team en het Ryder Cup-team. Hij won alle drie wedstrijden waarin hij was ingedeeld. Eind 2006 richtte hij de Henry House Foundation op ten behoeve van de jeugdgezondheidszorg in Fort Worth en Southern New England.
Doordat hij in 2012 het Reno-Tahoe Open won, kreeg hij een startbewijs voor het US PGA Championship 2012.

### Gewonnen
Nationwide Tour
- 2000: BUY.COM Knoxville Open

PGA Tour
- 2006: Buick Championship
- 2012: Reno–Tahoe Open

Elders
- 2007 CVS Caremark Charity Classic (met Stewart Cink)

### Teams
- Ryder Cup: 2006
- World Cup: 2006